# دی‌ای۴۰ دیاموند
دی‌ای۴۰ دیاموند (به انگلیسی: Diamond_DA40) یک هواگرد از نوع هواگرد سبک ساخت شرکت Diamond Aircraft Industries است. هواگرد دی‌ای۴۰ دیاموند نخستین پروازش را در ۵ نوامبر ۱۹۹۷ میلادی انجام داد.